# Atletismo nos Jogos Olímpicos de Verão de 2016 - 400 m com barreiras masculino
A competição dos 400 metros com barreiras masculino do atletismo nos Jogos Olímpicos de Verão de 2016 aconteceu entre os dias 15 e 18 de agosto no Estádio Olímpico.

## Calendário
Horário local (UTC-3).
| Data                          | Horário | Fase          |
| ----------------------------- | ------- | ------------- |
| Segunda, 15 de agosto de 2016 | 11:35   | Eliminatórias |
| Terça, 16 de agosto de 2016   | 21:35   | Semifinais    |
| Quinta, 18 de agosto de 2016  | 12:00   | Final         |

## Medalhistas
| Ouro   | USA Kerron Clement  |
| Prata  | KEN Boniface Tumuti |
| Bronze | TUR Yasmani Copello |

## Recordes
Antes desta competição, os recordes mundiais e olímpicos da prova eram os seguintes:
| Tipo | Atleta      | Tempo   | Local     | Data                |
| ---- | ----------- | ------- | --------- | ------------------- |
|      | Kevin Young | 46,78 s | Barcelona | 6 de agosto de 1992 |
|      | Kevin Young | 46,78 s | Barcelona | 6 de agosto de 1992 |

## Resultados

### Eliminatórias
Qualificação: Os primeiros 3 em cada bateria (Q) e os 6 mais rápidos (q) avançam para as semifinais.

#### Bateria 1

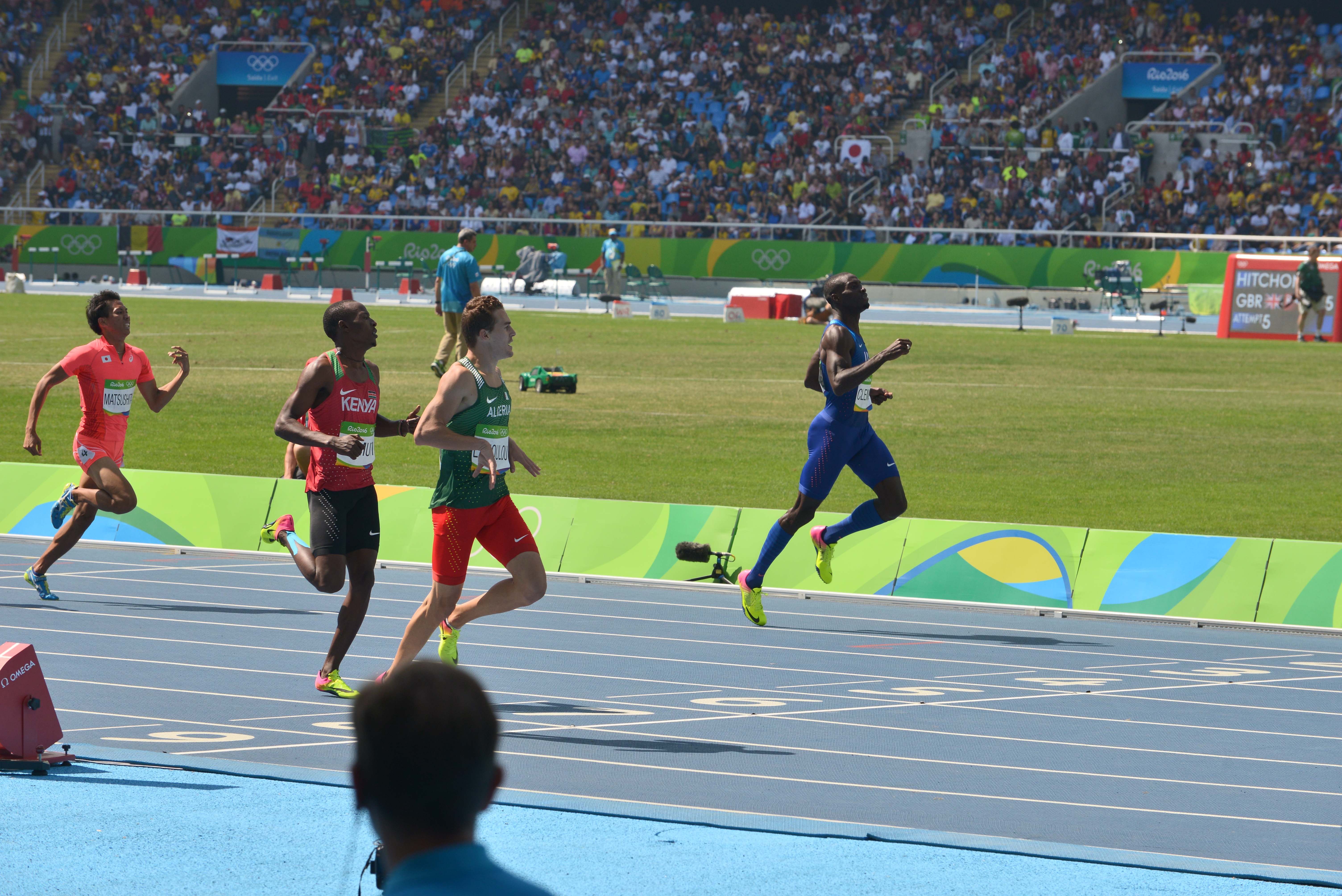
Chegada da bateria 1.

| Pos. | Raia | Atleta              | CON                | Tempo | Notas |
| ---- | ---- | ------------------- | ------------------ | ----- | ----- |
| 1    | 8    | Abdelmalik Lahoulou | ALG Argélia        | 48.62 | Q,    |
| 2    | 7    | Boniface Tumuti     | KEN Quênia         | 48.91 | Q     |
| 3    | 2    | Kerron Clement      | USA Estados Unidos | 49.17 | Q     |
| 4    | 4    | Yuki Matsushita     | JPN Japão          | 49.60 |       |
| 5    | 5    | Miles Ukaoma        | NGR Nigéria        | 49.84 |       |
| 6    | 3    | Márcio Teles        | BRA Brasil         | 50.41 |       |
| 7    | 6    | Jeffery Gibson      | BAH Bahamas        | 52.77 |       |

#### Bateria 2
| Pos. | Raia | Atleta              | CON            | Tempo | Notas |
| ---- | ---- | ------------------- | -------------- | ----- | ----- |
| 1    | 5    | Yasmani Copello     | TUR Turquia    | 49.52 | Q     |
| 2    | 6    | Eric Alejandro      | PUR Porto Rico | 49.54 | Q     |
| 3    | 1    | Mahau Suguimati     | BRA Brasil     | 49.77 | Q     |
| 4    | 8    | Jaak-Heinrich Jagor | EST Estônia    | 49.78 |       |
| 5    | 2    | Kariem Hussein      | SUI Suíça      | 49.80 |       |
| 6    | 7    | Amadou Ndiaye       | SEN Senegal    | 49.91 |       |
| 7    | 4    | Martin Kučera       | SVK Eslováquia | 51.47 |       |
| 8    | 3    | Maoulida Darouèche  | COM Comores    | 52.32 |       |

#### Bateria 3

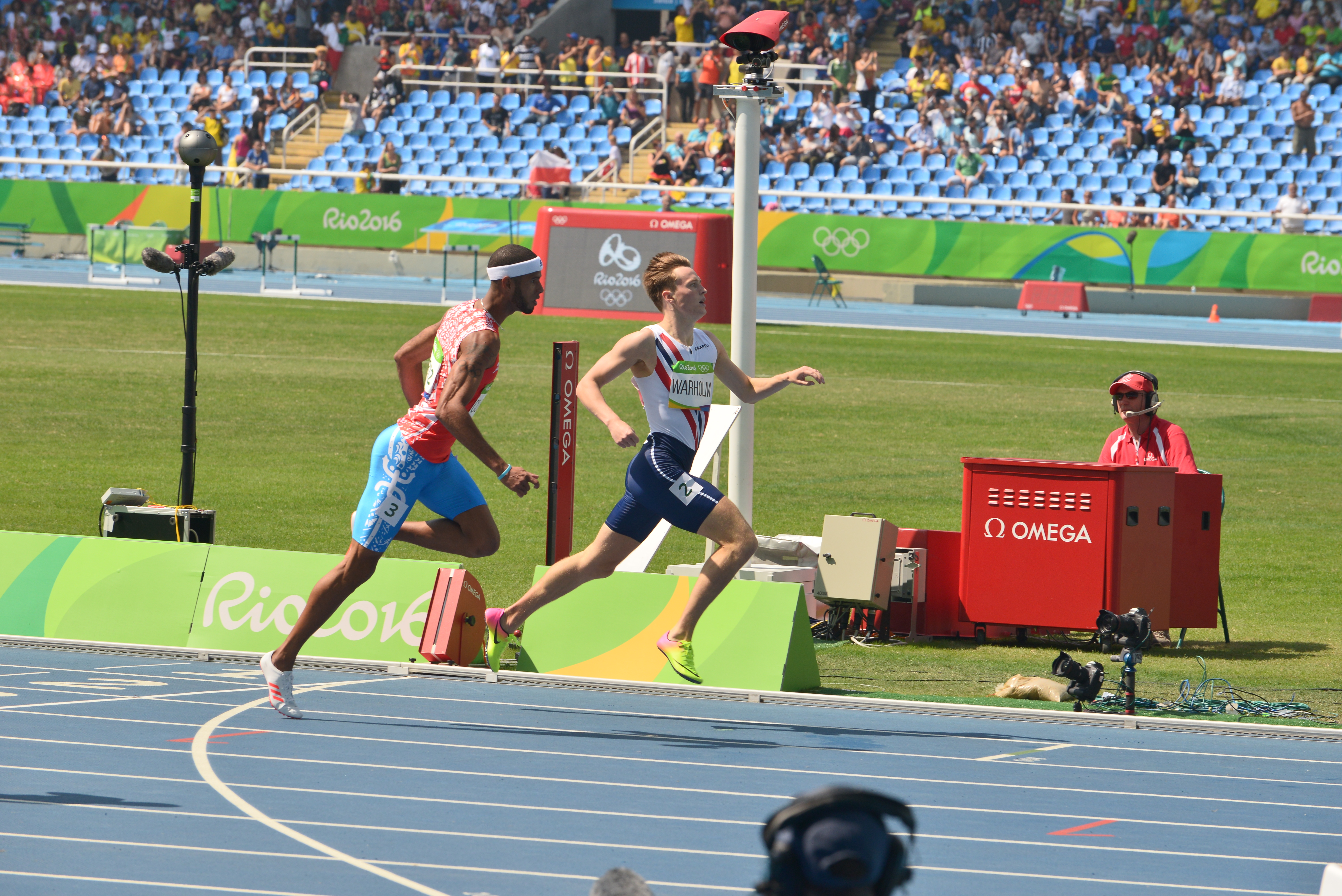
Chegada da bateria 3.

| Pos. | Raia | Atleta             | CON             | Tempo | Notas            |
| ---- | ---- | ------------------ | --------------- | ----- | ---------------- |
| 1    | 2    | Karsten Warholm    | NOR Noruega     | 48.49 | Q,               |
| 2    | 3    | Javier Culson      | PUR Porto Rico  | 48.53 | Q,               |
| 3    | 8    | Rasmus Mägi        | EST Estônia     | 48.55 | Q,               |
| 4    | 7    | Roxroy Cato        | JAM Jamaica     | 48.56 | q,               |
| 5    | 6    | Miloud Rahmani     | ALG Argélia     | 49.73 |                  |
| 6    | 1    | Dmitriy Koblov     | KAZ Cazaquistão | 49.87 |                  |
| 7    | 5    | José Luis Gaspar   | CUB Cuba        | 50.58 |                  |
| 8    | 4    | Ned Justeen Azemia | SEY Seicheles   | 50.74 | Recorde nacional |

#### Bateria 4
| Pos. | Raia | Atleta           | CON                   | Tempo | Notas                |
| ---- | ---- | ---------------- | --------------------- | ----- | -------------------- |
| 1    | 7    | Keisuke Nozawa   | JPN Japão             | 48.62 | Q,                   |
| 2    | 3    | Thomas Barr      | IRL Irlanda           | 48.93 | Q,                   |
| 3    | 8    | Eric Cray        | PHI Filipinas         | 49.05 | Q                    |
| 4    | 4    | Jaheel Hyde      | JAM Jamaica           | 49.24 | q                    |
| 5    | 1    | Sergio Fernández | ESP Espanha           | 49.31 | q                    |
| 6    | 5    | Sebastian Rodger | GBR Grã-Bretanha      | 49.54 |                      |
| 7    | 6    | Le Roux Hamman   | RSA África do Sul     | 49.72 |                      |
| 8    | 2    | Jehue Gordon     | TTO Trinidad e Tobago | 49.90 | Recorde da temporada |

#### Bateria 5
| Pos. | Raia | Atleta           | CON                | Tempo | Notas                |
| ---- | ---- | ---------------- | ------------------ | ----- | -------------------- |
| 1    | 1    | Annsert Whyte    | JAM Jamaica        | 48.37 | Q,                   |
| 2    | 7    | Jack Green       | GBR Grã-Bretanha   | 48.96 | Q,                   |
| 3    | 4    | Byron Robinson   | USA Estados Unidos | 48.98 | Q                    |
| 4    | 5    | Oskari Mörö      | FIN Finlândia      | 49.04 | q,                   |
| 5    | 2    | Michaël Bultheel | BEL Bélgica        | 49.37 | q,                   |
| 6    | 3    | Kurt Couto       | MOZ Moçambique     | 49.74 | Recorde da temporada |
| 7    | 6    | Lindsay Hanekom  | RSA África do Sul  | 50.22 |                      |
| –    | 8    | Nicholas Bett    | KEN Quênia         | DSQ   | R168.7b              |

#### Bateria 6
| Pos. | Raia | Atleta          | CON                | Tempo | Notas                |
| ---- | ---- | --------------- | ------------------ | ----- | -------------------- |
| 1    | 4    | Aron Koech      | KEN Quênia         | 48.77 | Q,                   |
| 2    | 8    | L. J. van Zyl   | RSA África do Sul  | 49.12 | Q                    |
| 3    | 5    | Andrés Silva    | URU Uruguai        | 49.21 | Q,                   |
| 4    | 7    | Jordin Andrade  | CPV Cabo Verde     | 49.35 | q                    |
| 5    | 6    | Mohamed Sghaier | TUN Tunísia        | 50.09 | Recorde da temporada |
| 6    | 1    | Michael Tinsley | USA Estados Unidos | 50.18 |                      |
| 7    | 3    | Chen Chieh      | TPE Taipé Chinês   | 50.65 |                      |
| 8    | 2    | Patryk Dobek    | POL Polônia        | 50.66 |                      |

### Semifinais
Qualificação: 2 primeiros de cada bateira (Q), mais os 2 melhores tempos (q) foram classificados a final.

#### Semifinal 1
| Pos. | Raia | Atleta              | CON                | Tempo | Notas |
| ---- | ---- | ------------------- | ------------------ | ----- | ----- |
| 1    | 8    | Kerron Clement      | USA Estados Unidos | 48.26 | Q,    |
| 2    | 6    | Boniface Tumuti     | KEN Quênia         | 48.85 | Q,    |
| 3    | 1    | Sergio Fernández    | ESP Espanha        | 48.87 |       |
| 4    | 5    | Abdelmalik Lahoulou | ALG Argélia        | 49.08 |       |
| 5    | 2    | Jaheel Hyde         | JAM Jamaica        | 49.17 |       |
| 6    | 3    | Keisuke Nozawa      | JPN Japão          | 49.20 |       |
| 7    | 7    | Eric Cray           | PHI Filipinas      | 49.37 |       |
| 8    | 4    | Jack Green          | GBR Grã-Bretanha   | 49.54 |       |

#### Semifinal 2
| Pos. | Raia | Atleta          | CON               | Tempo | Notas |
| ---- | ---- | --------------- | ----------------- | ----- | ----- |
| 1    | 4    | Annsert Whyte   | JAM Jamaica       | 48.32 | Q,    |
| 2    | 5    | Javier Culson   | PUR Porto Rico    | 48.46 | Q,    |
| 3    | 6    | Yasmani Copello | TUR Turquia       | 48.61 | q     |
| 4    | 7    | Rasmus Mägi     | EST Estônia       | 48.64 | q     |
| 5    | 3    | L. J. van Zyl   | RSA África do Sul | 49.00 |       |
| 6    | 1    | Jordin Andrade  | CPV Cabo Verde    | 49.32 |       |
| 7    | 2    | Oskari Mörö     | FIN Finlândia     | 49.75 |       |
| 8    | 8    | Mahau Suguimati | BRA Brasil        | 49.77 |       |

#### Semifinal 3
| Pos. | Raia | Atleta           | CON                | Tempo | Notas           |
| ---- | ---- | ---------------- | ------------------ | ----- | --------------- |
| 1    | 4    | Thomas Barr      | IRL Irlanda        | 48.39 | Q,              |
| 2    | 6    | Aron Koech       | KEN Quênia         | 48.49 | Q,              |
| 3    | 7    | Byron Robinson   | USA Estados Unidos | 48.65 | Recorde pessoal |
| 4    | 5    | Karsten Warholm  | NOR Noruega        | 48.81 |                 |
| 5    | 1    | Michaël Bultheel | BEL Bélgica        | 49.46 |                 |
| 6    | 8    | Andrés Silva     | URU Uruguai        | 49.75 |                 |
| 7    | 3    | Eric Alejandro   | PUR Porto Rico     | 49.95 |                 |
| –    | 2    | Roxroy Cato      | JAM Jamaica        | DSQ   | R168.7a         |

### Final
| Pos.              | Raia | Atleta          | CON                | Reação | Tempo | Notas                |
| ----------------- | ---- | --------------- | ------------------ | ------ | ----- | -------------------- |
| Medalha de ouro   | 5    | Kerron Clement  | USA Estados Unidos | 0.227  | 47.73 | Recorde da temporada |
| Medalha de prata  | 7    | Boniface Tumuti | KEN Quênia         | 0.165  | 47.78 | Recorde nacional     |
| Medalha de bronze | 2    | Yasmani Copello | TUR Turquia        | 0.186  | 47.92 | Recorde nacional     |
| 4                 | 4    | Thomas Barr     | IRL Irlanda        | 0.191  | 47.97 | Recorde nacional     |
| 5                 | 6    | Annsert Whyte   | JAM Jamaica        | 0.167  | 48.07 | Recorde pessoal      |
| 6                 | 1    | Rasmus Mägi     | EST Estônia        | 0.182  | 48.40 | Recorde nacional     |
| 7                 | 8    | Aron Koech      | KEN Quênia         | 0.159  | 49.09 |                      |
| –                 | 3    | Javier Culson   | PUR Porto Rico     | —      | DSQ   | R162.7               |

Legenda
| Recorde mundial      | Recorde mundial (World record)               |                       | Recorde africano                      | Recorde africano (African) |                                           | Q | Classificado por posição (Qualified) |
| Recorde olímpico     | Recorde olímpico (Olympic record)            | Recorde da América    | Recorde da América (Americas)         | q                          | Classificado por melhor tempo (Qualified) |   |                                      |
| Melhor marca do ano  | Melhor marca do ano (World leading)          | Recorde asiático      | Recorde asiático (Asian)              | DNS                        | Não largou (Did not start)                |   |                                      |
| Recorde nacional     | Recorde nacional (National record)           | Recorde europeu       | Recorde europeu (European)            | DNF                        | Não terminou (Did not finish)             |   |                                      |
| Recorde pessoal      | Recorde pessoal do atleta (Personal best)    | Recorde da Oceania    | Recorde da Oceania (Oceania)          | DSQ / DQ                   | Desclassificado (Disqualified)            |   |                                      |
| Recorde da temporada | Recorde da temporada do atleta (Season best) | Recorde sul-americano | Recorde sul-americano (South America) | NM                         | Sem marca (No mark)                       |   |                                      |